# Haro van Panhuys
Jhr. Haro Frederik van Panhuys ('s-Gravenhage, 22 juli 1916 − Wassenaar, 2 april 1976) was een Nederlands hoogleraar volkenrecht.

## Biografie
Van Panhuys was een telg uit het adellijke geslacht Van Panhuys en een zoon van jhr. mr. Ulrich Willem Frederik van Panhuys (1878-1927), griffier bij de Hoge Raad der Nederlanden, en Amoldina Maria Fanny Hubert (1883-1947). Hij was een broer van burgemeester jhr. drs. François Willem Peter Marie van Panhuys (1914-1969) en daarmee een zwager van Louise Thomassen à Thuessink van der Hoop van Slochteren (1915-2008). Hij trouwde in 1947 met Hes Lasonder (1915-2016) met wie hij drie dochters kreeg.
Na zijn studies theologie en rechten te Leiden was Van Panhuys eerst waarnemend griffier bij de arrondissementsrechtbank te Arnhem en vanaf 1945 verbonden aan het ministerie van Buitenlandse Zaken. Hij promoveerde te Leiden cum laude in 1959 op The role of nationality in international law. An outline; zijn promotor was Frederik Mari van Asbeck (1889-1976). Nog in datzelfde jaar werd hij per 1 oktober aan de Rijksuniversiteit Leiden benoemd tot gewoon hoogleraar volkenrecht, als opvolger van zijn promotor Van Asbeck. De juridische faculteit had eigenlijk de Groninger polemoloog Bert Röling voorgedragen, maar zijn benoeming lag gevoelig vanwege Rölings kritiek op het regeringsbeleid ten aanzien van Nieuw-Guinea; de curatoren van de Leidse universiteit stuurden een ex aequo-voordracht van Röling en Van Panhuys naar de minister, die de voorkeur gaf aan Van Panhuys. Zijn oratie hield hij op 8 april 1960 onder de titel Regionaal of algemeen Volkenrecht? Een te simpele vraagstelling.
In 1964 werd onder zijn voorzitterschap een rapport uitgebracht van de Vereniging voor Internationale Rechtsorde "VIRO" onder de titel Slaaf of meester? De mensheid en haar bewapening. Hij was tevens voorzitter van een adviesgroep die in 1966 een rapport uitbracht over "vraagstukken van ontwapening en internationale veiligheid en vrede". In 1966 was hij een van de medewerkers aan De Rechtsorde der Europese gemeenschappen tussen het internationale en het nationale recht. In dat laatste jaar en in 1967 bracht hij opnieuw als voorzitter een rapport uit: Het vraagstuk van de niet-verspreiding van de kernwapens en de nucleaire samenwerking binnen de N.A.V.O.; in 1967 verscheen ook het eindrapport van die commissie. Ook in 1968 kwam onder zijn voorzitterschap een rapport uit: Het vraagstuk van de Europese veiligheid. Hij werkte vervolgens nog mee aan verscheidene bundels over het volkenrecht.
Van Panhuys overleed in 1976 op 59-jarige leeftijd. Na zijn overlijden werden enkele herdenkingsbundels uitgegeven. In 2003 stelde zijn dochter Eva van Panhuys een boek samen over door hem gemaakte schilderijen, aquarellen, tekeningen en tegels.